# 阮登三
阮登三（越南语：／，1868年2月1日—1937年），越南阮朝官員。

## 早年經歷
阮登三是永隆省沙的轄安忠總新富東村人，出生於戊辰年正月初八（1868年2月1日）。:24後入籍原籍廣平省廣寧府豐富縣石磐總美德村。:24

## 履歷
1885年3月13日，補三項教職，任教於美湫中學。10月辭職。
1887年6月，補商政所侯補祕書。12月，陞二項試差祕書。1888年4月，陞二項實授祕書。1889年3月辭職。
1889年4月，入中圻欽使座工作，補二項試差翻譯，次年1月陞一項。11月，陞六項實授翻譯。1892年，陞五項。1893年，降爲六項。1894年，復陞五項。1895年4月，加阮朝翰林院編修（正七品）一銜。1897年1月，陞四項實授翻譯，6月，陞翰林院修撰（從六品）。1899年，陞三項實授翻譯。1901年，陞二項。1903年，陞一項。1906年，陞二項正通判。
1908年2月，考試入選商佐一職。同年3月，補三項商佐。1911年，陞二項商佐，陞太常寺卿（正三品）。1915年，陞一項商佐。1919年，提拔爲上項商佐。1920年7月1日，陞二項上項商佐。1921年8月1日，陞巡撫銜（從二品）。1923年3月5日，改巡撫爲參知（仍爲從二品），充機密院參佐。1924年1月12日，陞署尚書（正二品，仍充職機密院參佐）。
1926年，充禮部尚書，兼機密院參佐。
1937年8月17日在安舊逝世。

## 家庭
- 子娶都統杜廷述之女[5]

## 榮譽
阮登三獲得過以下勳章、獎章：:26
- 二項金罄（英语：Kim Khánh）（1899年1月19日）
- 二項銀佩星（1906年3月7日）
- 法語聯盟榮譽獎章（1907年12月17日）
- 二項金佩星（1911年4月10日）
- 柬埔寨王家勳章騎士勲位（1920年3月31日）
- 學術棕櫚勳章學院軍官級（1922年1月2日）
- 寮國萬象及白傘勳章（1922年5月25日）
- 大南龍星軍官勳位（1923年2月6日）
- 法國榮譽軍團勳章騎士勳位（1924年3月11日）